# Щ-125
«Щ-125» — советская дизель-электрическая торпедная подводная лодка времён Второй мировой войны, принадлежит к серии V-бис-2 проекта Щ — «Щука». При постройке лодка получила имя «Муксун».

## История корабля
Лодка была заложена 20 декабря 1933 года на заводе № 194 «им. А. Марти» в Ленинграде. Текст закладной доски гласил: "...Трудящиеся народы СССР строят подводную лодку «Максун» (правильно «Муксун») для защиты Социалистического Отечества от интервенции мировой буржуазии...". В 1934 году доставлена в разобраном виде на завод № 202 «Дальзавод» во Владивостоке для сборки и достройки, спущена на воду 29 августа 1934 года, 15 мая 1935 года вступила в строй и 23 мая вошла в состав 33-го дивизиона подводных лодок 3-й Морской Бригады Морских Сил Дальнего Востока.

### Служба
- В годы Второй мировой войны участия в боевых действиях не принимала.
- 10 июня 1949 года переименована в «С-125».
- 17 августа 1953 года выведена из боевого состава, разоружена, переформирована в плавучий кабинет боевой подготовки.
- 15 сентября 1953 года переименована в «КБП-32».
- 12 января 1957 года переформирована в учебно-тренировочную станцию по борьбе за живучесть, переименована в «УТС-62».
- 17 сентября 1971 года исключена из списков плавсредств ВМФ в связи со сдачей в отдел фондового имущества для демонтажа и разделки на металл.
- 31 декабря 1971 года расформирована.

## Командиры лодки
- февраль 1935 — июнь 1938 —  Г. А. Гольдберг
- … — 9 августа 1945 — 3 сентября 1945 — … — Пётр Константинович Назаренко